# Howie Morales
Henry C. «Howie» Morales (Silver City, Nuevo México; 5 de enero de 1973) es un político estadounidense miembro del Partido Demócrata que desde el 1 de enero de 2019 se desempeña como vicegobernador y, en consecuencia, presidente del Senado de Nuevo México.

## Primeros años
Morales se crio en Silver City, Nuevo México. Su padre era un minero de cobre y su madre era asistente de educación escolar. Morales trabajó como vendedor de zapatos para ayudar a mantener a su familia.
Morales obtuvo un bachiller universitario en ciencias y maestría en educación especial bilingüe de Western New Mexico University. En 2007, obtuvo su philosophiæ doctor en currículo e instrucción, con énfasis en tecnologías de aprendizaje informático y gestión y liderazgo, de la Universidad Estatal de Nuevo México.

## Carrera

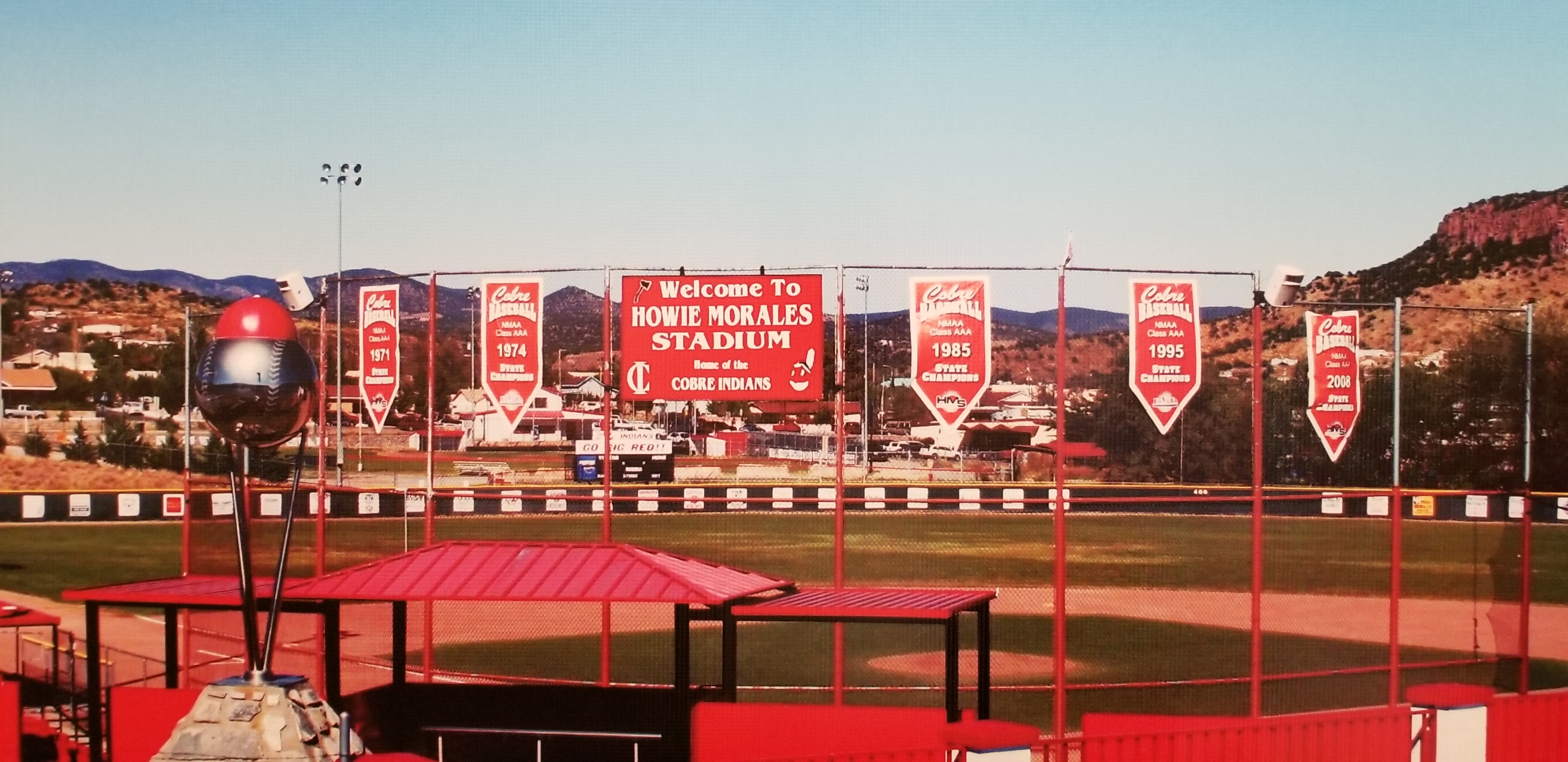
El estadio Howie Morales en Bayard, Nuevo México.

Morales fue educador en las escuelas públicas del condado de Grant antes de ingresar a la política. De 1995 a 2000, Morales fue maestro de educación especial en Silver City. de 2000 a 2005, fue el coordinador de educación especial y transición del Distrito Escolar de Cobre. Morales luego fue un educador y administrador en el Centro Médico Regional de Gila. Morales es un voluntario de muchos años con Big Brothers/Big Sisters del condado de Grant.
Morales fue incluido en el Salón de la Fama de Entrenadores de Béisbol de Escuelas Secundarias de Nuevo México en diciembre de 2017 en reconocimiento a su exitosa carrera como entrenador de béisbol de escuelas secundarias. Morales fue entrenador de béisbol en Silver High School y Cobre High School en el condado de Grant y fue el entrenador en jefe más joven de Nuevo México en alcanzar las 200 victorias. Morales se jubiló en 2009 con un récord de entrenador de 203–49. El equipo de Morales ganó un título estatal en 2008 y él entrenó a su equipo como subcampeón estatal en 2002, 2007 y 2009. También formó parte de siete campeonatos distritales y siete campeonatos regionales como entrenador en jefe. Un estadio de béisbol en Bayard lleva su nombre en su honor.
Morales era secretario del condado de Grant. Elegido en 2004, ocupó ese cargo de 2005 a 2008.

## Senador de Nuevo México
El 27 de diciembre de 2007, el senador de Nuevo México Ben Altamirano murió de un ataque cardíaco. El 9 de enero de 2008, el gobernador Bill Richardson designó a Morales para el cargo vacante que ocupaba Altamirano desde 1971, por recomendación de la familia Altamirano. Morales se postuló para el cargo para el que fue designado en las elecciones generales de 2008 y derrotó al republicano Joseph Gros, 9.561 contra 4.019, para conservar su escaño. Fue reelegido en 2012. Morales se convirtió en administrador de un hospital después de ingresar al senado.
En octubre de 2013, Morales anunció que se postularía para gobernador en las elecciones generales de 2014. Morales perdió las elecciones primarias demócratas de 2014, quedando en cuarto lugar: el procurador general Gary K. King ganó la nominación con aproximadamente el 35% de los votos, el alcalde de Santa Fe, Alan Webber, recibió aproximadamente el 23%, Lawrence Rael recibió aproximadamente el 20%, Morales recibió alrededor del 14% y Linda López recibió alrededor del 8%.

## Vicegobernador de Nuevo México

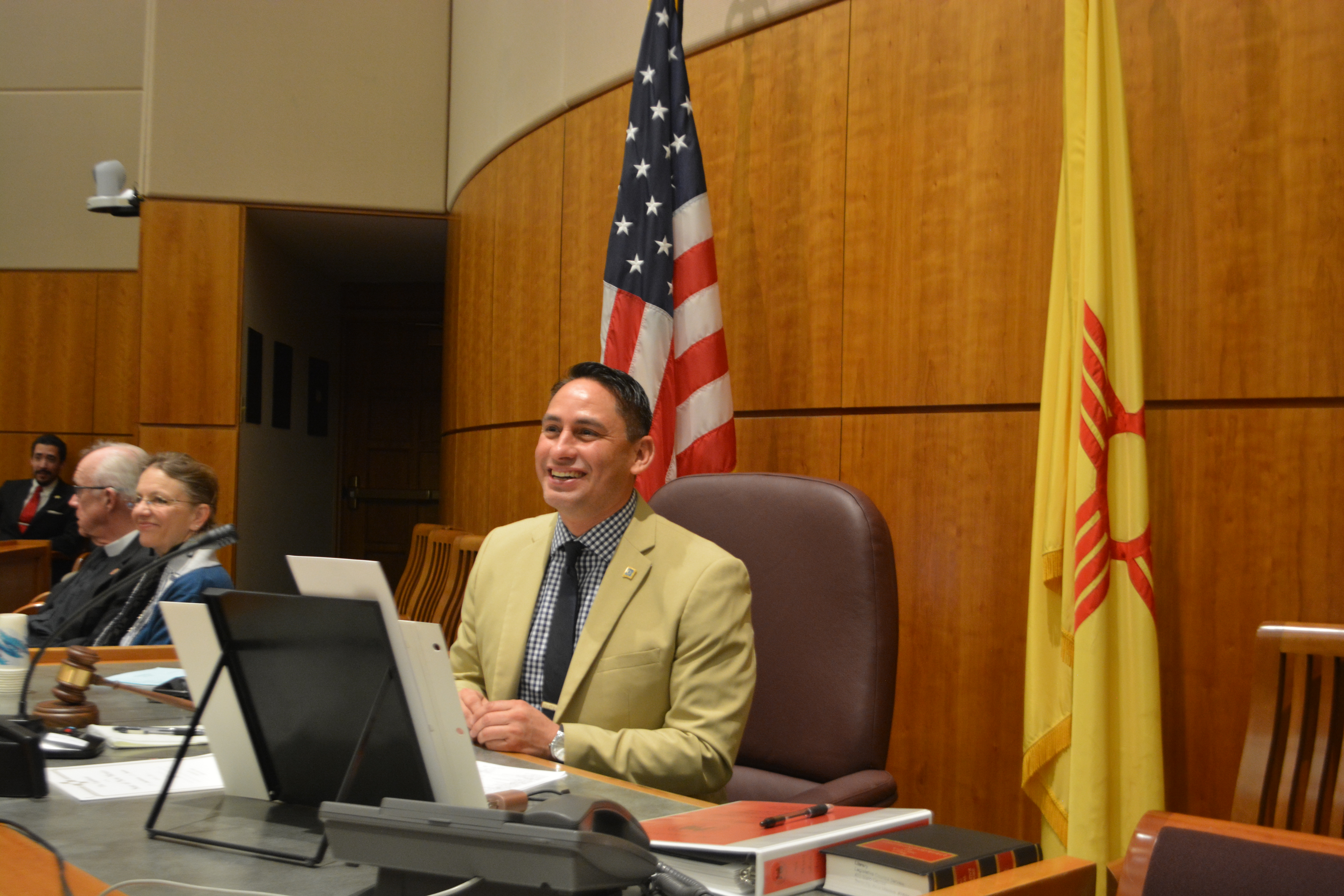
Morales preside el senado en enero de 2019.

En diciembre de 2017, Morales anunció su candidatura para el cargo de vicegobernador de Nuevo México. Bajo el lema «Un nuevo día para Nuevo México», Morales abogó por políticas para crear más empleos y crecimiento económico, aulas y logros estudiantiles más sólidos y fuertes protecciones del aire, el agua y la tierra. Fue respaldado por The Santa Fe New Mexican.
El 5 de junio de 2018, Morales derrotó al exlíder de la mayoría de la Cámara de Representantes de Nuevo México Rick Miera y al comisionado del condado de Doña Ana Billy Garrett en la contienda primaria demócrata. Morales recibió el 47,1% de los votos y ganó casi todos los condados.
En las elecciones generales del 6 de noviembre de 2018, la fórmula demócrata de Michelle Luján Grisham y Morales ganó las elecciones como gobernadora y vicegobernador respectivamente con el 57,2% de los votos y derrotando a la fórmula republicana de Steve Pearce y Michelle García Holmes.
Como vicegobernador, Howie Morales preside las reuniones del senado de Nuevo México. En enero de 2019, la gobernadora Luján Grisham le pidió al recién electo vicegobernador Morales que dirigiera el Departamento de Educación Pública del estado durante las primeras semanas de la nueva administración hasta que se nombrara un secretario permanente.
Durante ese período, Luján Grisham emitió dos órdenes ejecutivas que eliminan el uso futuro de la prueba estandarizada PARCC. La Dra. Karen Trujillo, educadora e investigadora, fue nombrada secretaria a fines de enero de 2019. La Dra. Karen Trujillo, educadora e investigadora, fue nombrada secretaria a fines de enero de 2019. Morales impulsó la política educativa de Luján Grisham.